# デッド寿司
『デッド寿司』（デッド すし、英題: Dead Sushi）は、2013年公開の日本映画。監督は井口昇。

## 解説
古代少女ドグちゃんシリーズやケータイ刑事 銭形命の監督のひとりである井口昇が手がける、特撮・アクションコメディーホラー映画である。

## 登場人物
- ケイコ - 武田梨奈
- 澤田 - 松崎しげる
- 野坂 -  須賀貴匡
- 花巻 -  仁科貴
- 花巻由美 -  亜紗美
- 柄本 -  村田唯
- 吾郎 -  ジジ・ぶぅ
- 山田 -  島津健太郎
- 小松社長 -  手塚とおる
- 土田 -  津田寛治

## 製作・エピソード
- 井口監督は、主演の武田梨奈は「古代少女隊ドグーンV」、松崎しげるは「ケータイ刑事 銭形命」と、それぞれ以前手がけた作品にキャスティングしていた。
- 2012年7月、カナダで開催のファンタジア国際映画祭[1]を皮切りに、世界各国でプレミア上映され、アメリカ合衆国最大規模のジャンル別映画祭であるファンタスティック・フェスト (Fantastic Fest) では、武田梨奈がコメディー(gutbusters)女優賞を受賞した[2]。
- 2012年10月、トロント・アフターダーク映画祭 (Toronto After Dark Film Festival) 2012において、AUDIENCE CHOICE AWARDS, BEST FEATURE FILM SILVER（観客賞銀賞）、BEST SPECIAL EFFECTS（最優秀特殊効果賞）など4部門受賞[3]。

### スタッフ
- 製作 : オフィスウォーカー
- エグゼクティブ・プロデューサー : 大谷勝己
- プロデューサー : 永井素久、坂井洋一、福井真奈
- アクション監督 : 鈴村正樹
- 撮影 : 長野泰隆
- VFXスーパーバイザー : 鹿角剛司
- 特殊造型監修 : 西村善廣
- 特殊造型・特殊メイク : 石野大雅
- 音楽 : 福田裕彦
- 照明 : 児玉淳
- 編集 : 矢船陽介
- 制作プロダクション : 西村映造
- 配給 : ウォーカーピクチャーズ
- 監督・脚本 :井口昇

### 音楽
- 主題歌「Kill the vergin」（歌:SCANDAL）